# Tour Ranieri

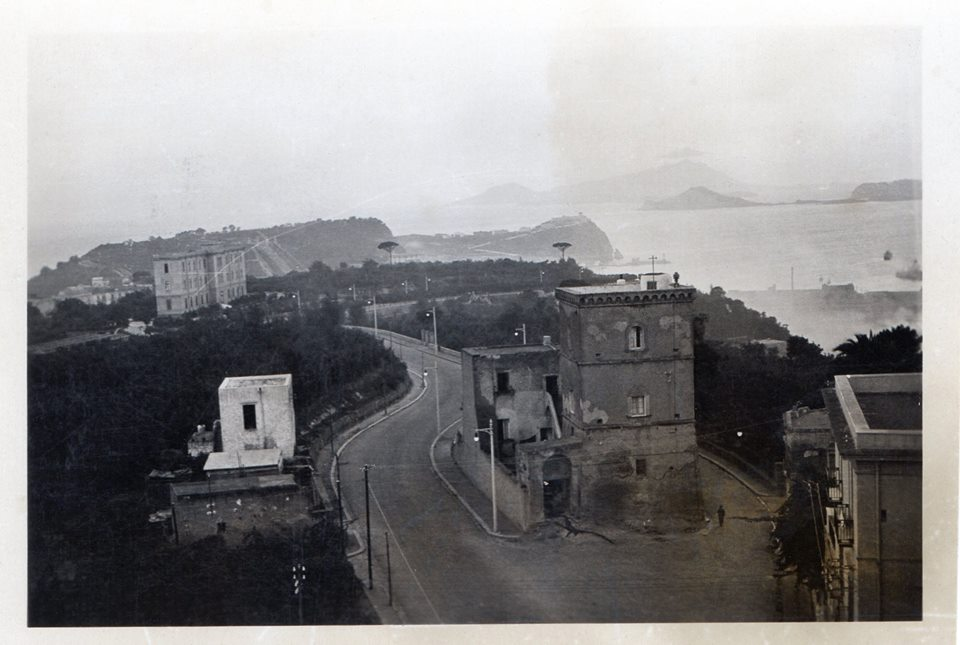
La tour Ranieri en 1926

La Tour Ranieri est une ancienne structure de défense de la ville de Naples, située dans le quartier de Posillipo, via Manzoni. 

## Description
La tour en question tire ses origines du début du Moyen Âge ; elle ne servait pas comme contrôle direct et / ou à une défense de la ville, mais constituait plutôt un moyen de protection privée puisqu'elle était annexée à la vaste masseria fortifiée de la famille Ranieri. La tour, à quatre étages au dessus du sol, a un plan carré, tandis que son intérieur est complètement nu et dépourvu d'éléments architecturaux. Au fil des ans, elle a fait l'objet de diverses restaurations. Aujourd'hui, elle reste une propriété privée. 